# Viện bảo tàng Ngày 4 Tháng 6
Viện bảo tàng Ngày 4 Tháng 6 (tiếng Trung: 六四紀念館; Hán-Việt: Lục tứ kỉ niệm quán) là bảo tàng tưởng niệm đầu tiên trên thế giới về Sự kiện Thiên An Môn xảy ra vào ngày 4 tháng 6 năm 1989 tại Bắc Kinh, Trung Quốc. Bảo tàng này được thành lập bởi tổ chức tranh đấu cho dân chủ Liên minh Hương Cảng ủng hộ phong trào dân chủ ái quốc tại Trung Hoa và được khai mạc vào ngày 20 tháng 4 năm 2014 tại Hồng Kông, để kỷ niệm 25 năm thảm sát Thiên An Môn.

## Mục đích
Mục đích của bảo tàng là để người dân lục địa Trung Quốc có cơ hội biết về cuộc Sự kiện Thiên An Môn. Như vậy họ sẽ hiểu rõ ràng hơn về lịch sử của nước mình mà bị kiểm duyệt tại Trung Hoa lục địa. Người dân Hồng Kông cũng có thể tìm hiểu thêm về lịch sử tự do và dân chủ ở Trung Quốc.

## Bảo tàng

### Các bảo tàng tạm thời
Bảo tàng tạm thời được gọi là Bảo tàng tưởng niệm Ngày 4 Tháng 6(六四紀念館) và được tổ chức bởi Liên minh Hương Cảng ủng hộ phong trào dân chủ ái quốc tại Trung Hoa. Cái đầu tiên nằm ở đường 269 Yu Chau, Sham Shui Po, Hong Kong mở cửa từ 29 tháng 4 năm 2012 cho tới ngày 10 tháng 6 năm 2012. Cái thứ hai nằm ở I-Café của đại học thành phố Hồng Kông từ 12 tháng 4 năm 2013 cho tới ngày 15 tháng 7 năm 2013.

### Bảo tàng chính thức
Bảo tàng chính thức nằm ở lầu 5 của trung tâm Foo Hoo tại số 3 đại lộ Austin ở Tsim Sha Tsui, Hồng Kông. Thành lập bảo tàng là tổ chức phi chính phủ Liên minh Hương Cảng ủng hộ phong trào dân chủ ái quốc tại Trung Hoa, tổn phí là 9,76 triệu Hong Kong dollars. Bảo tàng viện được đặt tên June 4th Museum (tiếng Trung: 六四紀念館, tiếng Tàu vẫn giữ tên như bảo tàng tạm thời và được mở cho dân chúng vào xem từ ngày 26 tháng 4 năm 2014.

## Triển lãm
Bảo tàng có những tranh ảnh và các tác phẩm nghệ thuật cũng như các thông tin về sự kiện này.